# Batalla de Nautla
La Batalla de Nautla fue un enfrentamiento armado que tuvo lugar el 19 de octubre de 1519 entre las fuerzas españolas comandadas por Juan de Escalante y las fuerzas totonacas aliadas a los españoles contra los mexicas encabezados por Cuauhpopoca, señor de Nautla. La batalla tuvo lugar en el actual municipio de Nautla, Veracruz, en la costa del golfo de México.

## Inicios
El 22 de abril de 1519, Hernán Cortés estableció una guarnición en la Villa Rica de la Vera Cruz, poco después comenzó su avance hacia Tenochtitlan con la mayor parte de sus fuerzas armadas, dejando al capitán Juan de Escalante como alguacil mayor de la Villa Rica, al mando de sesenta soldados.
Cortés había realizado alianzas con los totonacas de Cempoala y otros pueblos cercanos, quienes tributaban al regidor mexica Cuauhpopoca. De acuerdo a la crónica de Díaz del Castillo y a la crónica de López de Gómara, doña Marina, por orden de Cortés, habló con los totonacas convenciéndolos de no pagar más tributo, por lo que pronto Cuauhpopoca amenazó con destruir las poblaciones totonacas.
Los totonacas acudieron al capitán Juan de Escalante para pedir ayuda, quien había recibido previas instrucciones de Cortés para respaldarlos. Escalante ordenó prender a los recaudadores mexicas, y de esta forma comenzaron las hostilidades.

## Batalla
Entre Dos mil a Diez mil totonacas y entre cuarenta y cincuenta soldados españoles se enfrentaron en una batalla contra los mexicas en las llanuras de Nautla, entre los ríos Nautla y Misantla, sin embargo, los mexicas comenzaron a doblegar a los totonacas quienes prefirieron abandonar a los conquistadores españoles. Escalante comenzó la retirada hasta Nautla lugar que en represalia incendiaron, pero él y otros seis soldados fueron gravemente heridos, pudieron llegar hasta Villa Rica, pero los siete murieron tres días más tarde a consecuencia de las heridas.
Las fuerzas de Cuauhpopoca lograron capturar vivo a un soldado español llamado Argüello natural de León, quién fue decapitado. Cuauhpopoca envió a Tenochtitlan un comité con la cabeza de Argüello para mostrar a Motecuhzoma la vulnerabilidad de los españoles. Sin embargo, el emperador se horrorizó al ver la cabeza y ordenó no ofrecerla en sacrificio a ninguno de sus dioses.